# 楊又穎
彭馨逸（1990年12月4日—2015年4月21日），藝名楊又穎，台灣模特兒、主持人及演員。

## 早年及背景
彭馨逸出生於臺中市。父親彭作奎曾任農委會主委，哥哥彭仁鐸與她相差12歲。

## 職業生涯
2011年，楊又穎成為電視節目《大學生了沒》固定班底。此外也曾和郭彥均、郭彥甫、盛竹如、沈玉琳共同主持台視節目《愛玩咖》。
2014年參加電影《五月一號》演出（於2015年5月1日上映）。

## 逝世
2014年9月13日及11月11日，楊又穎在Facebook個人粉絲專頁透露人際關係不順。2014年11月20日到2015年1月12日之間，霸凌者在粉絲專頁「靠北部落客」，以「心地楊」和「心機楊」代稱楊又穎，張貼誹謗文字內容多達四十篇以上。2015年3月10日，霸凌者在粉絲專頁「XOXO Gossip Girl」張貼沒有指名道姓的誹謗文，但遭回應誹謗文的網友點名；楊又穎曾針對該貼文澄清並表示感到不適。2015年4月9日，楊又穎向好友透露遭長期網路霸凌，並表示懷有自殺念頭。但主因是熟識的好友背叛，散播參雜部份事實的謠言導致沮喪與憂鬱。
2015年4月14日，楊又穎突然將私人日常用品贈送好友。2015年4月16日，她在個人粉絲專頁分享美國電影《弒訊》預告片。
2015年4月21日，楊又穎疑似因長期遭受網路霸凌、匿名誹謗、騷擾和來自《大學生了沒》工作人員的不平等待遇而自殺死亡。2015年4月21日下午，她的家人發現她在房間內自殺並留下遺書，送醫後仍宣告不治；醫師研判為吸入過量氦氣致死，得年24歲。
此事件引起臺灣社會關注霸凌、自殺、人際關係、言論自由和網路爆紅之相關議題。
2015年4月25日，家屬在臺中市立殯儀館景福廳為她舉行追思會；其兄表示在整理遺物時發現其貼有便利貼叮嚀家人保存之得意作品。
2015年4月23日，臺灣臺中地方法院檢察署表示已開始進行網路蒐證，若文章內容涉及恐嚇經查屬實，將會以恐嚇罪提起公訴。
2015年4月23日，《中國時報》、《蘋果日報》和《自由時報》皆在頭版刊登該事件；同日，粉絲專頁「靠北部落客」在輿論壓力下遭關閉。
臺灣演藝界諸多人士紛紛對此表態，並向大眾分享其親身經歷。
臺灣政治人物蔡英文、柯文哲、連勝文、李敖、馬英九及朱立倫皆提出關於處理網路霸凌問題的見解。亦有人指出曾以法律途徑迫使充斥負面消息之粉絲專頁關閉。
2015年4月21日，社群網站推特公布抵制濫用方針，並修訂「暴力威脅言論」定義，以防止日益嚴重之網路霸凌趨勢。但當時facebook對於網路霸凌仍採取放任政策，往往只錯誤的限制言論自由，對於與霸凌歧視無關的言論採取限制跟移除，對於真正的霸凌歧視言論視若無睹。

## 作品

### 品牌平面廣告
- Joyce Shop
- GraceGift
- 蘋果星沙
- 東京著衣
- AIR SPACE
- ORENDA
- OB嚴選
- Lovebabytwins
- uniqlo
- KOUZOU

### 雜誌寫真
- Beauty美人誌 - 164期  （页面存档备份，存于）
- VIVI Taiwan
- Choc
- Bang
- Miss7

### 節目通告
- 2011年11月－2013年6月 《大學生了沒》固定班底
- 2012年8月 - 2013年11月 MTV 《時尚小魔女》固定班底
- 2012年5月10日 娛樂百分百 - 百分百遊戲王
- 2013年12月12日 康熙來了 - 演藝圈新人卸妝差很大?!
- 2013年11月25日 康熙來了 - 熟女市場就是被嫩妹搶光的
- 2013年11月6日 國光幫幫忙 - 我很醜 但我追過校花

### MV演出
- 方炯嘉 《五月天搶走我的女朋友》
- 田馥甄《請你給我好一點的情敵》
- 王力宏《七十億分之一》
- 金貴晟《我不知道愛是什麼》
- 金貴晟《I believe 愛不離》

### 短片
- 518人力銀行 （页面存档备份，存于）
- 7-11 幸福店員篇 （页面存档备份，存于）
- 兩天工作室 先這樣吧 （页面存档备份，存于）
- 兩天工作室 野餐 （页面存档备份，存于）
- 婚禮醉很大
- Behind the scenes （页面存档备份，存于）

### 廣告
- 家樂福 狼人篇
- 7-11-關東煮麻辣鍋 （與羅志祥共同演出）
- 麥當勞 紅包篇
- 屈臣氏 全民省到底 主持人篇
- 華元食品 新炒麵
- 麥當勞 香芋派

### 主持
- 台視《愛玩咖》

### 電影演出
- 《五月一號》

## 相關
- 霸凌
- 網路霸凌
- 誹謗

## 外部連結
- 心地好一點，霸凌少一點的Facebook專頁 （原為楊又穎個人專頁，楊又穎離世後由其兄長彭仁鐸管理，宣傳反霸凌內容）
- 楊又穎的Instagram帳戶
- 楊又穎的新浪微博
- 楊又穎 （页面存档备份，存于）的痞客邦部落格
- 楊又穎 （页面存档备份，存于）的博客